# Мазра (Джебраильский район)
Мазра (азерб. Məzrə) — село в Джебраильском районе Азербайджана.

## История
В годы Российской империи село Мазра входило в состав Джебраильского уезда Елизаветпольской губернии, а в советские годы —  в состав Джебраильского района Азербайджанской ССР.
В результате Первой карабахской войны в августе 1993 года село перешло под контроль непризнанной Нагорно-Карабахской Республики. Фактический контроль силами НКР осуществлялся до 5 октября 2020 года.
5 октября 2020 года в ходе Второй карабахской войны президент Азербайджана Ильхам Алиев заявил, что азербайджанская армия вернула контроль над селом Мазра в Джебраильском районе.

## Экономика
До 1993 года основной отраслью хозяйства было животноводство.

## См.также
- Сарыджалы (Джебраильский район)
- Шыхалиагалы